# Le Mystère de Tarzan
Série
Le Triomphe de Tarzan Tarzan et les Amazones
Pour plus de détails, voir Fiche technique et Distribution.
Le Mystère de Tarzan (Tarzan's Desert Mystery) est un film américain réalisé par Wilhelm Thiele, sorti en 1943.

## Synopsis
Durant la seconde guerre mondiale, Jane s'engage dans la Croix-Rouge pour soigner les blessés de guerre. Elle demande à Tarzan et à Boy, son fils adoptif, de lui ramener des plantes médicinales poussant uniquement dans la jungle.

## Fiche technique
- Titre original : Tarzan's Desert Mystery
- Titre français : Le Mystère de Tarzan
- Réalisation : Wilhelm Thiele
- Scénario : Edward T. Lowe Jr. et Carroll Young d'après les personnages d'Edgar Rice Burroughs
- Photographie : Russell Harlan et Harry J. Wild
- Musique : Paul Sawtell
- Pays d'origine : États-Unis
- Format : Noir et blanc - 1,37:1 - Mono
- Genre : aventure
- Date de sortie : 1943
- Affiche : Boris Grinsson (France)

## Distribution
- Johnny Weissmuller (VF : Raymond Loyer) : Tarzan
- Nancy Kelly (VF : Madeleine Briny) : Connie Bryce
- Johnny Sheffield (VF : Bernard Gilles) : Boy
- Otto Kruger : Paul Hendrix
- Joe Sawyer : Karl Straeder
- Lloyd Corrigan : Sheik Abdul El Khim
- Robert Lowery : Prince Selim
- Frank Puglia : Magistrate
- Philip Van Zandt (scènes coupées)